# Floquinho
Floquinho é um personagem de histórias em quadrinhos e animação criado pelo cartunista Maurício de Sousa em 1963.

## Criação e inspiração
Mauricio de Sousa contou, em entrevista, que se inspirou em um esfregão que estava, segundo ele, "encostado em um canto". Para criar o personagem, Mauricio desenhou o esfregão e o transformou em um cão, sendo que as cerdas do objeto se tornaram os pelos do animal, então foram adicionados a cabeça e o rabo, que são bem semelhantes.

"Ele é o único cachorro da turma que não nasceu canino. Ele nasceu de um esfregão. Sinto muito."
“O esfregão estava encostado num canto e tinha aquelas cerdas. Eu olhei e vi que isso dava um bichinho."— Mauricio de Sousa em entrevista para o UOL 

## Características

Floquinho comparado a um lhasa-apso real.

É um Lhasa Apso (inicialmente, Mauricio não havia definido raça específica para o animal, o que seria feito um tempo depois após uma fã comparar o cão a um da raça Lhasa Apso), extremamente peludo e seus pelos são verdes. Tem a cabeça igual a cauda. Pelo fato de ter muito pelo, nas histórias é comum os personagens e as suas coisas ficarem "perdidos" no cachorro.

## Aparições

### Turma da Mônica
Aparece nos gibis e na série animada de Turma da Mônica como um dos animais secundários.

### Turma da Mônica – Laços
Em Turma da Mônica – Laços, foi exibido como o personagem central do filme, já que toda a história se passa quando Mônica, Cebolinha, Cascão e Magali precisam encontrá-lo. Floquinho foi representado por um cão comum, que foi colorido no tom esverdeado digitalmente, na pós-produção.